# Bernie Moreno
Bernardo Moreno (* 14. února 1967 Bogota, Kolumbie) je americký politik a člen Republikánské strany. Od ledna 2025 je senátorem USA za stát Ohio.
Ačkoliv se narodil mimo Spojené státy americké, již v pěti letech se jeho rodina přestěhovala do Fort Lauderdale. V mládí studoval na Michiganské univerzitě, kde získal bakalářský titul. V rámci své pozdější politické kampaně se, dle svých slov nedopatřením, přitom uváděl jako magistr. Po absolvování vysoké školy pracoval ve společnosti General Motors. V roce 1993 se přestěhoval za prací do státu Massachusetts, v roce 2005 pak do Ohia, kde nedaleko Clevelandu koupil pobočku prodávající automobily Mercedes-Benz a postupně se stal vlastníkem několika prodejen automobilů.
Na funkci amerického senátora poprvé oznámil kandidaturu v dubnu 2021. Po rozhovoru s bývalým prezidentem Donaldem Trumpem však z kandidatury v únoru 2022 odstoupil. V roce 2023 se nicméně rozhodl v senátních volbách opět kandidovat. V prosinci 2023 jej Trump podpořil, v březnu 2024 vyhrál Moreno republikánské primární volby a v řádných volbách pak o asi 3,5 % hlasů porazil Demokrata Sherroda Browna.
Je ženatý a má čtyři děti. Žije ve městě Westlake v Ohiu.